# Maharana
Maharana était un titre royal utilisé par certains souverains en Inde sous domination britannique. Ce mot signifie « Roi des rois » en Hindi. Une préséance précise s'appliquait à ses détenteurs :
- Maharana d'Udaipur (ou Mewar)
- Maharana de Rajpipla
- Maharana de Barwani
- Maharana de Danta
- Maharana de Wadhwan
- Maharana de Sant.

Le Maharana de Mewar avait préséance sur tous les autres souverains indiens, y compris sur le Nizam d'Hyderabad.